# Нью-Ричленд (тауншип, Миннесота)
Нью-Ричленд (англ. New Richland) — тауншип в округе Уосика, Миннесота, США. На 2000 год его население составило 497 человек.

## География
По данным Бюро переписи населения США площадь тауншипа составляет 91,9 км², из которых 91,5 км² занимает суша, а 0,4 км² — вода (0,42 %).

## Демография
По данным переписи населения 2000 года здесь находились 497 человек, 170 домохозяйств и 145 семей.  Плотность населения —  5,4 чел./км².  На территории тауншипа расположено 203 построек со средней плотностью 2,2 построек на один квадратный километр. Расовый состав населения: 99,20 % белых, 0,20 % афроамериканцев, 0,40 % азиатов и 0,20 % приходится на две или более других рас. Испанцы или латиноамериканцы любой расы составляли 0,80 % от популяции тауншипа.
Из 170 домохозяйств в 37,1 % воспитывались дети до 18 лет, в 78,2 % проживали супружеские пары, в 2,4 % проживали незамужние женщины и в 14,7 % домохозяйств проживали несемейные люди. 13,5 % домохозяйств состояли из одного человека, при том 4,7 % из — одиноких пожилых людей старше 65 лет. Средний размер домохозяйства — 2,92, а семьи — 3,20 человека.
29,6 % населения — младше 18 лет, 6,8 % — в возрасте от 18 до 24 лет, 24,7 % — от 25 до 44, 25,6 % — от 45 до 64, и 13,3 % — старше 65 лет. Средний возраст — 39 лет. На каждые 100 женщин приходилось 121,9 мужчин.  На каждые 100 женщин старше 18 приходилось 120,1 мужчин.
Средний годовой доход домохозяйства составлял 51 500 долларов, а средний годовой доход семьи —  52 656 долларов. Средний доход мужчин —  32 404  доллара, в то время как у женщин — 21 250. Доход на душу населения составил 19 156 долларов. За чертой бедности находились 1,3 % семей и 3,1 % всего населения тауншипа, из которых 4,1 % младше 18 и 4,3 % старше 65 лет.